# Владыкино-Московское
Влады́кино-Моско́вское — узловая железнодорожная станция Малого кольца Московской железной дороги в Москве. Входит в Московско-Курский центр организации работы железнодорожных станций ДЦС-1 Московской дирекции управления движением.
В пределах станции располагается остановочный пункт Влады́кино Московского центрального кольца.
Станция располагается между Ботаническим садом РАН и промзоной. У западной горловины станции — эстакада Алтуфьевского шоссе.
В границах станции находится один из двух на Малом кольце переездов со шлагбаумом — с Сигнальным проездом, соединительная ветвь № 4 Владыкино-Московское — Бескудниково.
От станции отходит соединительная ветвь № 4 на Савёловское направление МЖД на станцию Бескудниково. До 1960-х гг. действовала соединительная ветвь № 3 на Октябрьскую железную дорогу на станцию Ховрино, позже она была заброшена и разобрана. Из северной горловины станции отходил путь к Кировской овощной базе, из южной - на Владыкинский механический завод. В 1990-х время они перестали использоваться и были разобраны.

## Название станции
Станция названа по имени прилегающего села Владыкина, принадлежавшего боярам Шуйским и патриарху Никону. К началу XX века здесь был дачный посёлок, из жителей которого можно выделить драматическую актрису Марию Ермолову, захороненную на местном кладбище согласно её завещанию.
В 1942 году станция Владыкино была переименована во Владыкино-Московское для устранения одинаковых имён станций на сети железных дорог СССР (вторая станция Владыкино в Узбекской ССР, в 1962 году переименована в Акбарабад, при этом старое название станции в Москве восстановлено не было).

## Актуальное состояние
Станция Владыкино имеет два главных, три приёмоотправочных и один погрузоразгрузочный путь. Вдоль двух главных путей расположены пассажирские платформы. Из 19 стрелочных переводов — 16 на железобетонном основании (на 1 сентября 2011).
90 процентов от всей грузовой работы на станции составляет погрузка (в месяц 100—120 вагонов), 10 процентов — выгрузка. Две трети от всей номенклатуры грузов станции составляет сборный груз (товары народного потребления), одну треть — металлолом. До запуска реконструкции и запуска пассажирского движения через станцию курсировало 30—40 пар полносоставных грузовых поездов в сутки (по состоянию на 2011). 
Персонал станции — 8 сотрудников (начальник, 5 дежурных по станции, 1 приёмосдатчик, 1 станционный рабочий).
3 мая 2014 года станция закрыта для грузовых и пассажирских операций. Код ЕСР сменён с 198902 на 198917.

До начала организации пассажирского движения с северной стороны станции размещалась транспортная фирма отправлявшая грузы в вагонах ДПЛГ, и база металлолома. Они использовали крайний северный путь станции. В настоящее время станция функционирует как разъезд на 3 главном пути МОЖД и обслуживает только соединительную ветвь на Бескудниково.
- Станция до реконструкции
- Тепловоз 2М62У в западной горловине станции, в районе моста Савёловского направления МЖД. Август 2013 года
- Вид с 1-го Алтуфьевского путепровода
- Переукладка путей на станции. Ноябрь 2014 года

## Архитектура
Сохранился ряд станционных построек начала XX века, в том числе
- Вокзал 1908 года (значительно перестроенный)  памятник архитектуры 55°50′49″ с. ш. 37°35′30″ в. д.HGЯO[5].
- Будка управления стрелками и сигналами в восточной горловине  памятник архитектуры 55°50′49″ с. ш. 37°36′03″ в. д.HGЯO.
- Путевая казарма 1908 года, надстроенная и отделанная сайдингом 55°50′48″ с. ш. 37°36′00″ в. д.HGЯO.
- Жилой дом 1908 года, с надстроенной мансардой (полностью снесён в январе 2020 года при строительстве эстакады СВХ) 55°50′48″ с. ш. 37°35′32″ в. д.HGЯO.
- Товарная контора|  | Достоверность этой статьи поставлена под сомнение. Необходимо проверить точность фактов и достоверность сведений, изложенных в этой статье. Соответствующую дискуссию можно найти на странице обсуждения. (25 августа 2016) |, пакгауз |  | Достоверность этой статьи поставлена под сомнение. Необходимо проверить точность фактов и достоверность сведений, изложенных в этой статье. Соответствующую дискуссию можно найти на странице обсуждения. (25 августа 2016) | [источник не указан 3663 дня].